# Forio
Forio ou encore Forio d'Ischia est une commune d'Italie de la ville métropolitaine de Naples dans la région de Campanie. Elle se trouve sur la côte occidentale de l'île volcanique d'Ischia.

## Histoire

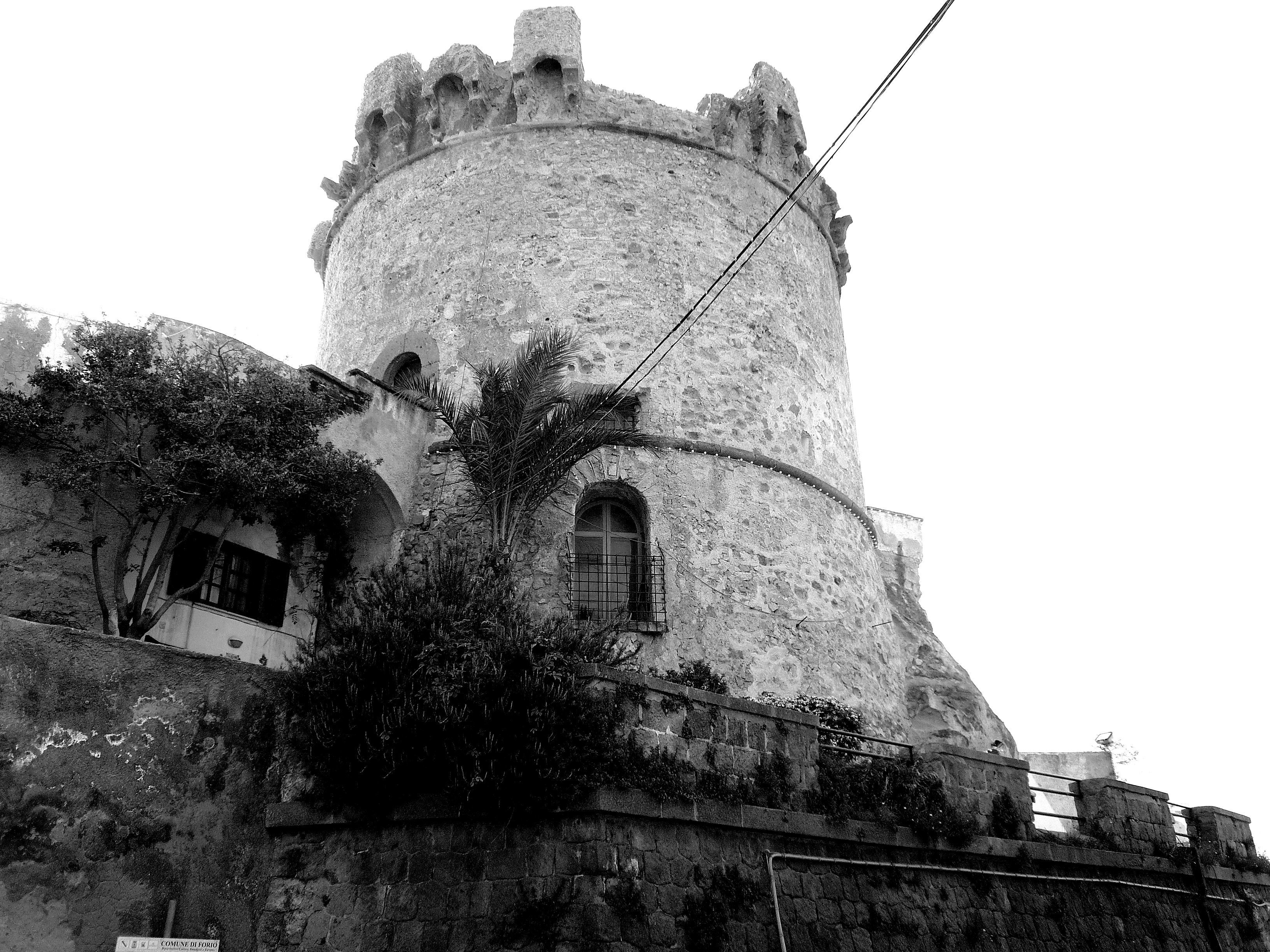
Il Torrione

L'antique habitat était entouré de murs avec douze tours de défense, dont subsistent encore il Torrione, le castello a roccia (rond), la tour de Cigliano, celle du Cierco et celle du Torone.
L'île a été frappée par un tremblement de terre en 1883 qui a partiellement démoli Forio.

## Culture
Des artistes se sont installés à Forio au XXe siècle, tels Werner Gilles, Eduard Bargheer, Walton, Leonardo Cremonini et Auden.

## Églises

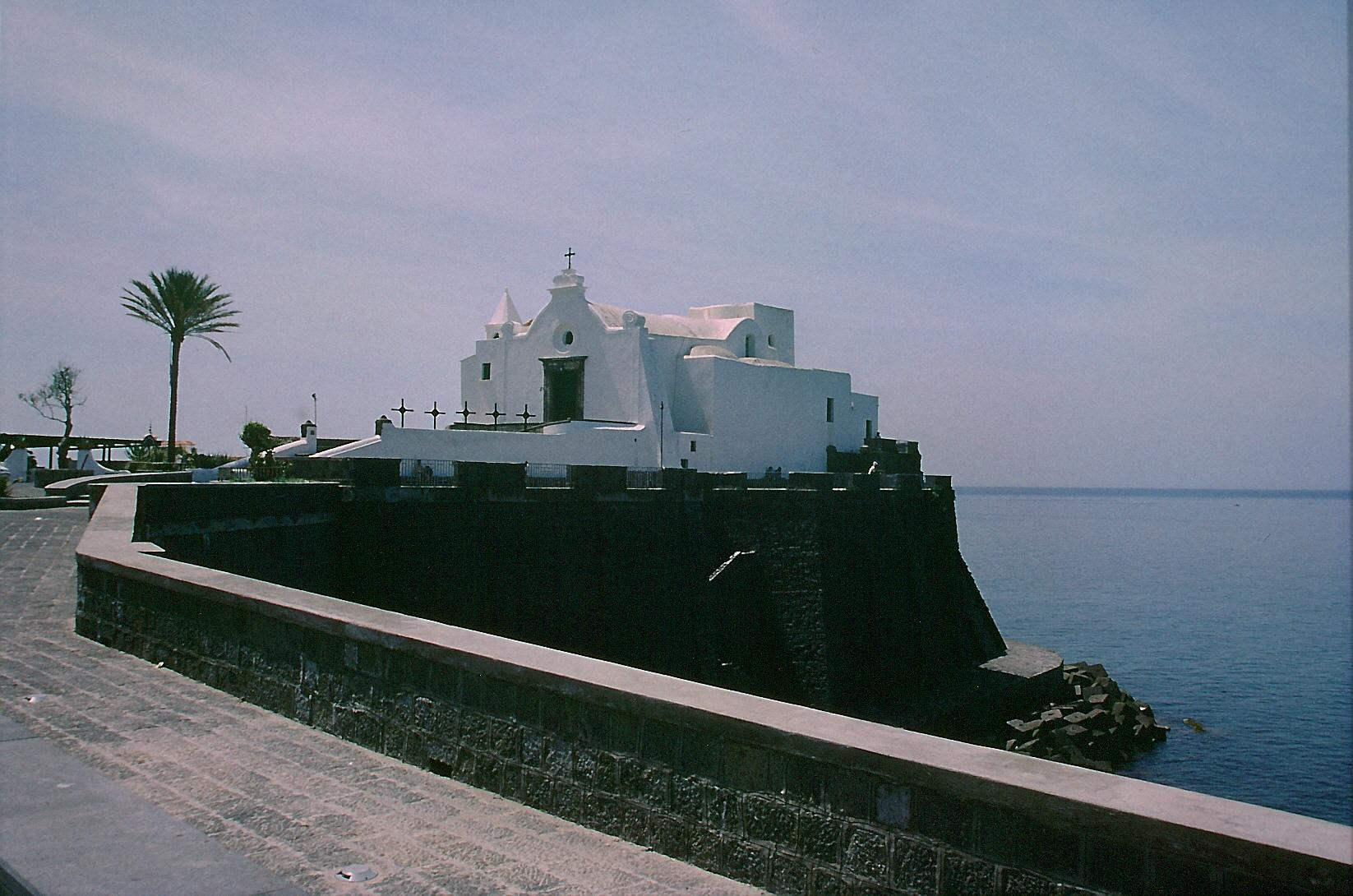
S.M. del Soccorso

De nombreuses églises existent à Forio, telles :
- l'église de San Michele ou du Purgatoire (1742)
- Santa Maria del Soccorso, antique couvent augustinien du XIVe siècle
- Santa Maria Visitapoveri
- l'église de San Vito (XVIIIe siècle)
- Santa Maria di Loreto
- L'église de San Carlo (1620)
- San Francesco di Paola
- San Michele Arcangelo (Monterone), couvent franciscain de 1646
- San Leonardo (Panza)

## Administration
| Période                                  | Période  | Identité          | Étiquette     | Qualité |
| ---------------------------------------- | -------- | ----------------- | ------------- | ------- |
| 26 mai 2013                              | En cours | Francesco Del Deo | liste civique |         |
| Les données manquantes sont à compléter. |          |                   |               |         |

### Hameaux

#### Panza

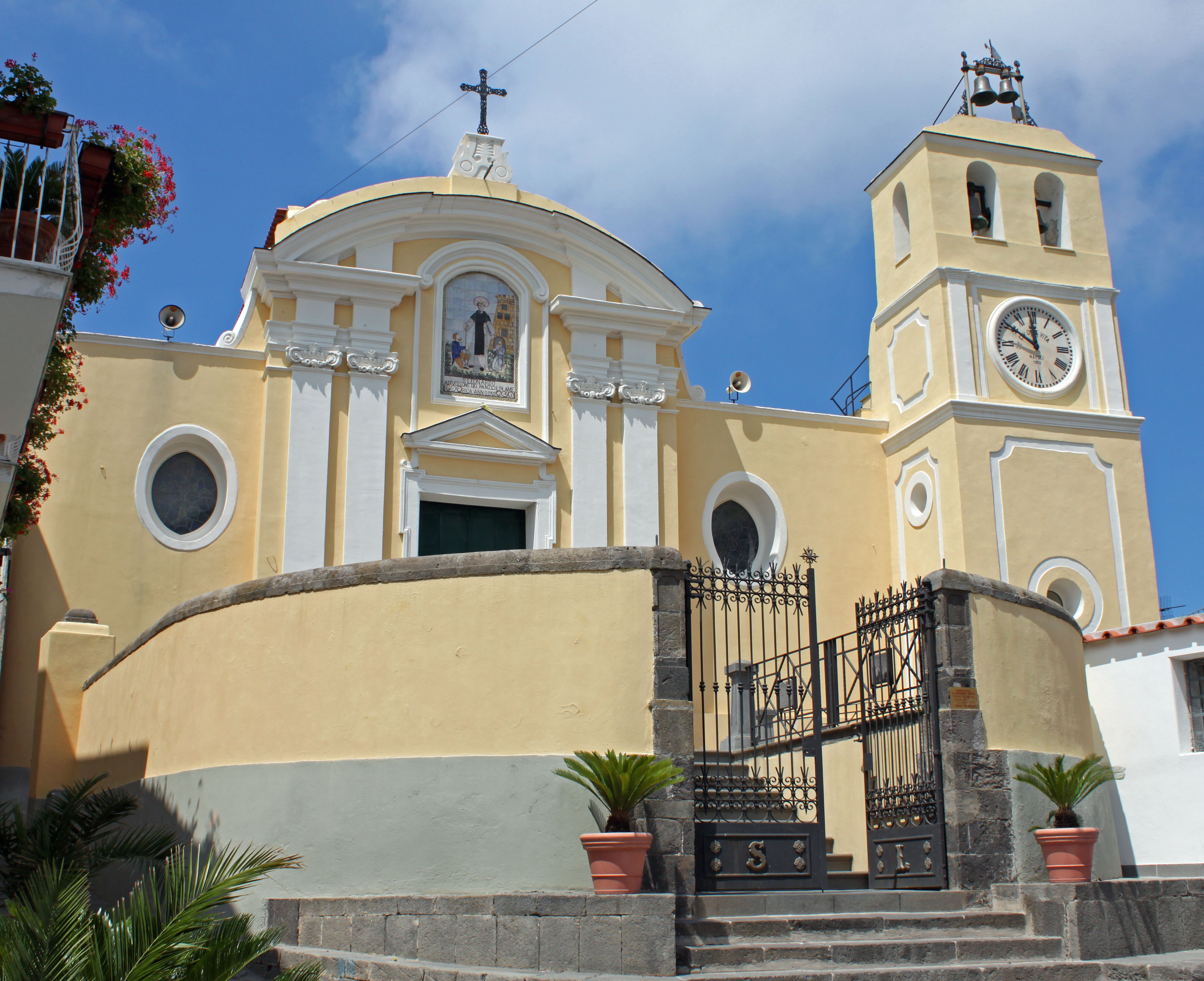
Façade de l'église Saint-Léonard.

la commune est composée de plusieurs hameaux ou villages:
Panza (ou Panza d'Ischia) est un village d'environ 7 000 habitants dans l'île d'Ischia.
Le nom de Panza, dérive des mots grecs pan (tout) et zao (vivant) donc « où tout est vivant », donné pour la profusion de végétation de tout genre. Les Grecs furent les premiers à occuper Panza à partir du VIIIe siècle pour fonder Pitecusa, première colonie grecque d'Occident.
À l'époque romaine, le pays était appelé Pansa vicus, au XIIIe siècle Villanova (nouvelle ville), depuis le XIVe siècle jusqu'à aujourd'hui Panza.
Selon la légende, le dragon Tifeo, fut puni par Zeus qui coupa les nerfs des pieds et des mains emprisonnant Tifeo sous l'île d'Ischia comme rapporté dans un passage de l'Orlando Furioso (chant XXXIII ott.24) de Ludovico Ariosto, poème italien du XVIe siècle.
Le lieu sur le ventre de Tifeo prit le nom de Panza (en français ventre). Le hameau naît autour de la place Saint-Léonard.
Presque l'une devant l'autre l'église-mère paroissiale de Saint-Léonard-de-Noblac, patron du pays et l'église de l'Archiconfrérie de la Vierge. L'église paroissiale est très ancienne, reconstruite en 1737 avec une chapelle de 1500 dédiée à saint Léonard de Noblac.
Depuis 2004, la paroisse garde une relique de saint Léonard donnée par la confrérie de saint Léonard de Noblac à l'occasion du quatrième centenaire de la transformation de la chapelle en église paroissiale, une des plus anciennes du diocèse d'Ischia.

### Communes limitrophes
Casamicciola Terme, Lacco Ameno, Serrara Fontana

## Personnalités
- Luigi Lavitrano (1874-1950), cardinal et archevêque de Palerme